# 神田伯龍
神田 伯龍（かんだ はくりゅう）は、講釈師の名跡。元々は東京から出た名跡だが、一時期大阪に渡っていた。神田派の開祖。「伯龍」が正しいのだが、漢字制限等により、伯竜とする史料もある。代数は複雑で史料・書籍によって異なる。
- 江戸初代神田伯龍 - 神田辺羅坊寿観の弟子で神田の開祖。高弟として初代神田伯鶴、初代神田伯山、初代神田伯海を輩出。1850年頃に没。
- 江戸二代目神田伯龍（水戸伯龍） - 後∶神田伯柳
- 大阪初代神田伯龍 - 本名：桜井 清三郎。東京の神田派の講釈師で神田伯清と名乗っていたが大阪に移って活躍し、二代目から伯龍の名を譲り受けた。
- 大阪二代目神田伯龍 - 元々三代目一龍斎貞山の弟子で一龍斎貞三と名乗っていた。大阪に移り大阪初代伯龍の弟子となり、大阪初代から伯龍の名を譲り受けた。二代目旭堂南陵に伯龍名の権限を譲って没した。
- 大阪三代目神田伯龍（大阪伯龍） - 大阪二代目の弟子で神田小伯龍と名乗っていた。伯龍名の権限を持っていた二代目旭堂南陵に断りなく神田伯龍を襲名したが、南陵は小伯龍が伯龍を継ぐべきと考えていたので黙認した。
- 大阪三代目神田伯龍（大津伯龍） - 大阪二代目の弟子で神田伯鱗といった。大阪伯龍が既に伯龍を襲名していたが伯龍を名乗った。区別のため大津伯龍という。
- 四代目神田伯龍 - 後∶三代目小金井芦州

## 3代目
本名：松村伝吉。（1856年 - 1901年6月19日）。初代神田伯山門下から2代目神田伯山（後の初代神田松鯉）門下で伯次から神田伯治を名乗っていた。当時伯龍の名は大阪に権利が移っていたが、それを承知で江戸で伯龍を名乗った。一時大阪で大阪3代目伯龍に考慮して水雲斎龍玉を名乗っていたこともある。
「祐天吉松」を得意とした。
4代目小金井芦州は実子。菩提寺は三河島の浄正寺。

## 5代目
本名：戸塚 岩太郎（とつか いわたろう）、東京生まれ。
明治23年（1890年）6月25日 - 昭和24年（1949年）5月17日。

### 経歴
- 1890年6月、東京に生まれる。
- 1902年、3代目神田伯山に入門し、神田伯星。
- 2代目神田伯梅を経て神田五山へ改名。
- 1912年6月に5代目神田伯龍を襲名。
- 1949年5月17日、脳溢血で急逝。

### 人物
3代目伯山よりも一立斎文慶を陶酔し文慶から多くのネタを譲り受けた。小児麻痺で右手が不自由だった。そのため、同じ文字で画数の少ない「伯竜」と書くことが多かった。（6代目神田伯龍談）
初代神田ろ山、3代目神田伯治、初代神田山陽と共に四天王と呼ばれた。吉本興業に属していた、また吉本の慰問団「わらわし隊」のメンバーにも選ばれて慰問を行っている。自宅も吉本興業のものであったが、没後、多額の香典とともに、5代目神田伯龍夫人に譲られた。小島政二郎の小説『一枚看板』のモデルである。

### 5代目伯龍と江戸川乱歩
探偵小説作家江戸川乱歩の『D坂の殺人事件』（大正13年）で初登場する、素人探偵「明智小五郎」は、5代目伯龍をモデルにしている。
この『D坂の殺人事件』で明智は、「変に肩を振る、伯龍を思い出させるような歩き方」をし、「顔つきから声音までそっくりだ」と称されている。乱歩は執筆当時、伯龍の講釈をしばしば聞いていた。
乱歩は伯龍について、「その頃私は初めて伯龍というものを聞いて、ひどく感心してしまった。顔や姿も気に入った。（当時は今よりももっと痩せていて、いい意味の畸形な感じを多分に持っていた）　そこで、何気なく伯龍を素人探偵のモデルに使ってみた訳である」と語っている。
乱歩はこの「明智小五郎」を『D坂の殺人事件』1本限りのキャラクターにするつもりだったが、評判がよく、以後の作品に引き続き登場することとなった。乱歩の「自註自解」では、「別に決まった主人公にするつもりはなかったのだが、方々から『いい主人公を思いつきましたねえ』と言われるものだから、ついその気になって、引き続き明智小五郎を登場させることになった。」という。
その後も明智探偵は乱歩作品に登場し続けるが、乱歩自身は「だが、彼も『一寸法師』以来長篇に出る様になっては、ひどく安っぽくなってしまったものである。伯龍君に申訳ない様な気がする」と語っている。乱歩は知らなかったが、当時『一寸法師』を松林伯知が講談で読んだことがあり、伯知は壇上で「この小説の作者江戸川先生には同業の伯龍などもご懇意を願っております」と述べていたという。乱歩は講釈師方面に、伯龍を明智のモデルに使ったことが漏れて、それが「懇意にしている」と間違って伯知が喋ったのかもしれない、だが自分は伯龍と話をしたこともない、としている。
乱歩は伯龍を「今でも好きだ」と語り、「（錦城斎）典山がもう聞けないとすると、今の釈界ではやっぱり伯龍だ。老練家や上手は他にもたくさんあるが、私には伯龍程魅力がない。あのいささか気障な味が、私には何とも好もしいのである。伯龍と云えば、近頃小島政二郎氏の傑作で、伯龍の名をそのまま出した一枚看板という小説を初めて読んで、彼の芸歴を知り、非常に興味を感じた」と語っている。
乱歩は伯龍とは、戦後になって座談会で初めて顔を合わせ、明智小五郎のモデルに使ったことを話し合っている。

## 6代目
六代目 神田 伯龍（ろくだいめ かんだ はくりゅう、1926年6月23日 - 2006年11月17日）は、講談師。本名：小村井 光三郎、東京生まれ。

### 経歴
1926年6月、東京・大森海岸に生まれる。
1939年4月、五代目神田伯龍に入門し、三代目神田伯梅を名乗る。五代目神田伯龍が、吉本興業に属していたため、京・大阪の寄席にも出演することとなる。
1947年4月、四代目神田伯治を襲名し、真打昇進。このころ、五代目神田伯龍から破門されるが、神田派には留まる。伯龍は、「破門だ」と言った翌日に「なぜ来ない」と電話するというようなことが何度もあった。この師弟の間では、「破門」という言葉に、たいした意味はなかったようで、柳家三亀松の弟子、白山雅一が疑われ師匠の下を離れたときには、うちのも危ないと破門されたという。
1949年、五代目神田伯龍と死別。通夜で、神田派の後見人的ヤクザ（てきや）山田春雄が「亡き師に替わり、私（＝山春）が伯治の破門を解きます」と宣言したが、その発言に対して五代目伯龍夫人は激怒。「伯龍」名跡は形式的に小島政二郎に預けたことにして、事実上凍結される。弟子伯治が山春の影響下に置かれることを阻止したこととなる、五代目神田伯龍葬儀のとき、伯治は唯一の弟子であったため、五代目伯龍の代演を頼まれ埼玉県の嵐山へ行っていた。また、五代目神田伯龍没後、映画へ転身せよとの吉本興業からの要請を断ったことにより、吉本興業を離れることとなる。
1956年7月、神田光庸に改名。このとき、伯龍襲名の話があったが行き違いとなり、それゆえの改名であった。しかしその後も、事実上名前を預かっていた五代目神田伯龍夫人は、伯治がおりますからと言って、他へ名跡を譲ることはなかった。1956年10月に神田伯治に戻る。1958年3月3日、妻千代と入籍。1982年、五代目神田伯龍夫人が死去し、4月に六代目神田伯龍を襲名。1982年、講談「小猿七之助」の話芸で、文化庁芸術祭優秀賞受賞。
1988年、36年6ヶ月（と伯龍は言っていた）を共にした妻千代が、満80歳で死去。1989年4月3日、妻敏子と入籍。翌日、菩提寺で婚儀、千代の墓前に報告する。
1992年11月、下町人間庶民文化賞受賞。2001年12月、宮岡博英事務所による「神田伯龍独演会」が始まる。2003年6月、国立演芸場において伯龍・米朝二人会を行う。2004年7月、国立演芸場において伯龍・桂小金治二人会を行う。
2006年11月17日、心不全で死去。享年80。六代目伯龍の遺志により、伯龍及び、伯の字のつく名は、止め名とされる。
伯龍の名は、養子当代（八代目一龍斎貞山及び六代目伯龍夫人）の意思により、宮岡博英事務所社長、宮岡博英に預けられる。文書等は作成していない。

### 演目
五代目伯龍によって、二代目大島伯鶴に預けられ、教えを受ける。
四代目小金井芦州の教えを受け、多くの演題を受け継いだ。

### 家族
養子は、八代目一龍斎貞山（七代目一龍斎貞山の実子） - 実母千代が、六代目伯龍の妻となっていたため、実父死去に伴い、戸籍上でも六代目伯龍の養子となった。

### 芸歴
- 1939年4月 - 五代目神田伯龍に入門し、「伯梅」を名乗る。
- 1947年
  - 4月 - 「四代目神田伯治」を襲名し、真打昇進。
  - 五代目神田伯龍から破門されるが、神田派には留まる。
- 1956年7月 - 「光庸」に改名。
- 1956年10月 - 「伯治」に戻る。
- 1982年4月 - 「六代目神田伯龍」を襲名。
- 2006年11月 - 心不全で死去。

### 弟子
- 八代目一龍斎貞山
- 神田伯星
- 神田五龍
- 神田伯敬
- 神田昇龍

### 系図
| 六代目神田伯龍† | 六代目神田伯龍† | 六代目神田伯龍† | 六代目神田伯龍† | 六代目神田伯龍† | 六代目神田伯龍† |  |  | 八代目一龍斎貞山† | 八代目一龍斎貞山† | 八代目一龍斎貞山† | 八代目一龍斎貞山† | 八代目一龍斎貞山† | 八代目一龍斎貞山† |  |  | 七代目一龍斎貞鏡 | 七代目一龍斎貞鏡 | 七代目一龍斎貞鏡 | 七代目一龍斎貞鏡 | 七代目一龍斎貞鏡 | 七代目一龍斎貞鏡 |
| 六代目神田伯龍† | 六代目神田伯龍† | 六代目神田伯龍† | 六代目神田伯龍† | 六代目神田伯龍† | 六代目神田伯龍† |  |  | 八代目一龍斎貞山† | 八代目一龍斎貞山† | 八代目一龍斎貞山† | 八代目一龍斎貞山† | 八代目一龍斎貞山† | 八代目一龍斎貞山† |  |  | 七代目一龍斎貞鏡 | 七代目一龍斎貞鏡 | 七代目一龍斎貞鏡 | 七代目一龍斎貞鏡 | 七代目一龍斎貞鏡 | 七代目一龍斎貞鏡 |